# West Ilsley
West Ilsley est une paroisse civile et un village du Berkshire, en Angleterre.